# Lavreotiki
Lavreotiki (Grieks: Λαυρεωτική) is sedert 2011 een fusiegemeente (dimos) in de Griekse bestuurlijke regio (periferia) Attica.
De drie deelgemeenten (dimotiki enotita) van de fusiegemeente zijn:
- Agios Konstantinos of Agios Konstantinos Lavreotikis (Άγιος Κωνσταντίνος of Άγιος Κωνσταντίνος Λαυρεωτικής)
- Keratea (Κερατέα)
- Lavreotiki (Λαυρεωτική)